# Заїмка (Верхотурський міський округ)
За́їмка (рос. Заимка) — присілок у складі Верхотурського міського округу Свердловської області.
Населення — 80 осіб (2010, 107 у 2002).
Національний склад населення станом на 2002 рік: росіяни — 99 %.